# جیمز تیت (نویسنده)
جیمز وینسنت تیت (زادهٔ ۸ دسامبر ۱۹۴۳ – درگذشتهٔ ۸ ژوئیه ۲۰۱۵) شاعر آمریکایی بود. آثار او جایزه پولیتزر و جایزه ملی کتاب را برای او به ارمغان آورد. او استاد زبان انگلیسی در دانشگاه ماساچوست آمهرست و عضو آکادمی هنر و ادبیات آمریکا بود.

## زندگی‌نامه
تیت در کانزاس سیتی، میزوری به دنیا آمد و آنجا با مادر و پدربزرگ و مادربزرگش در خانهٔ پدربزرگ و مادربزرگش زندگی می‌کرد. پدرش که در جنگ جهانی دوم خلبان بود، در ۱۱ آوریل ۱۹۴۴، قبل از دیدن سیک سالگی فرزندش در جنگ جان باخت. تیت و مادرش هفت سال بعد که مادرش ازدواج کرد، از خانه نقل مکان کردند. او که احتمالاً در این زمان شاعر شده بود، گفت که در دبیرستان به یک باند تعلق خاطر داشت و علاقهٔ چندانی به ادبیات نداشت. او تصمیم داشت مانند عمویش خدمتکار پمپ بنزین باشد، اما وقتی در کمال تعجب متوجه شد که دوستانش به دانشگاه می‌روند، در سال ۱۹۶۱ به کالج ایالتی کانزاس پیتسبورگ (دانشگاه ایالتی پیتسبورگ فعلی) درخواست پذیرش داد. تیت اولین شعر خود را چند ماه پس از ورود به دانشگاه بدون هیچ انگیزهٔ بیرونی نوشت. او می‌گوید بعینه دید که چطور شعر «به مکانی خصوصی تبدیل شد که به شدت جذب آن شدم، جایی که می‌توانم اجازه دهم رویاهایم - و دردهایم - کاملاً پنهان شوند. از همان لحظه ای که شروع به نوشتن کردم می‌دانستم که هرگز نمی‌خواهم دربارهٔ زندگیم بنویسم.» در کالج، والاس استیونز و ویلیام کارلوس ویلیامز را خواند و «در بهشت» بود. او مدرک لیسانس خود را در سال ۱۹۶۵ دریافت کرد و از کارگاه نویسندگی مشهور دانشگاه آیووا فارغ‌التحصیل شد. در این دوره سرانجام با شاعران دیگر آشنا شد و با خواندن مکس جاکوب، رابرت دسنوس و آندره برتون به سوررئالیسم علاقه‌مند شد. او به بنجامین پره ارادت خاصی داشت. از میان شاعرانی که به زبان اسپانیایی می‌نوشتند، سزار والهو او را «ویران کرد» اما غزل‌سرایی یا رمانتیسم پابلو نرودا یا فدریکو گارسیا لورکا او را چندان تحت تأثیر قرار نداد.
تیت با دارا ویر ازدواج کرد. وی در ۸ ژوئیهٔ ۲۰۱۵ در سن ۷۱ سالگی درگذشت.

## حرفه
تیت در دانشگاه کالیفرنیا، برکلی، دانشگاه کلمبیا، و در دانشگاه ماساچوست آمهرست، که از سال ۱۹۷۱ تا زمان مرگش در سال ۲۰۱۵ در آنجا کار کرد، نویسندگی خلاق تدریس می‌کرد. او به همراه دارا وییر و پیتر گیزی عضو هیئت علمی شعر در برنامهٔ MFA برای شاعران و نویسندگان بود.
دادلی فیتس اولین کتاب شعر تیت، خلبان گمشده (۱۹۶۷) را برای مجموعهٔ شاعران جوان ییل انتخاب کرد و آن هم‌زمانی که تیت هنوز در کارگاه نویسندگان دانشجو بود. فیتس نوشتهٔ تیت را به خاطر «ظرافت طبیعی» آن ستود. اولین جلد شعر تیت، قفس‌ها، توسط انتشارات شپرد، شهر آیووا، ۱۹۶۶ منتشر شد.
تیت در سال ۱۹۹۲ برنده جایزه پولیتزر و جایزه ویلیام کارلوس ویلیامز انجمن شعر آمریکا در سال ۱۹۹۱ برای اشعار برگزیده‌اش شد. او در سال ۱۹۹۴ برنده جایزه کتاب ملی برای مجموعه شعرش Worship Company of Fletchers شد.
سبک نوشتن تیت اغلب به عنوان سوررئالیستی، کمیک و پوچ توصیف می‌شود. آثار او شاعران متنوع دیگری مانند جان اشبری و دانا گیویا را مجذوب خود کرده‌است. تیت در رابطه با کار خود گفت: «شخصیت‌های من معمولاً – یا می‌توانم بگویم اغلب، نمی‌خواهم خیلی تعمیم بدهم اما اغلب آنها – درگیر مشکل هستند و سعی می‌کنند برخی به نوعی از زیست اصیل دست پیدا کنند." این دیدگاه توسط تونی هوگلند شاعر تأیید می‌شود که «کار او اخیراً در اشعار منثور بوده‌است و در آن گوینده یا شخصیت‌های پیکارسک او در طول زندگی می‌چرخند، کنجکاو و بی‌خبر مانند کاندید، و سعی می‌کنند داستان را شناسایی کنند و با آن کنار بیایند. از هر دنیایی که هستند."
او علاوه بر بسیاری از کتاب‌های شعر، دو کتاب نثر به نام‌های رویاهای یک زنبور رقصنده رباتی (۲۰۰۱) و مسیر به‌طور خلاصه (۱۹۹۹) منتشر کرد.
برخی از جوایز اضافی تیت شامل جایزه مؤسسه ملی هنر و ادبیات، جایزه والاس استیونز، و کمک هزینه‌های مالی از بنیاد گوگنهایم و بنیاد ملی هنرها بود. او همچنین رئیس آکادمی شاعران آمریکایی بود.

## آثار منتشر شده
مجموعه‌های شعر کامل
Tate's originality was confirmed almost thirty years ago when his book The Lost Pilot won the Yale Younger Poets Award....More recently, his books have gained him the Pulitzer Prize and the National Book Award, testifying to the broad appeal of his wonderfully eccentric and generous poetry.— جان اشبری، one of the judges that awarded Tate the 1995 آکادمی شاعران آمریکا
- - The Government Lake: Last Poems (Ecco Press, 2019)
  - Dome of the Hidden Pavilion (Ecco Press, 2015)
  - The Eternal Ones of the Dream: Selected Poems 1990–2010 (Ecco Press, 2012)
  - The Ghost Soldiers (Ecco Press, 2008)
  - Return to the City of White Donkeys (Ecco Press, 2004)
  - Memoir of the Hawk (Ecco Press, 2002)
  - Shroud of the Gnome (Ecco Press, 1997)
  - Worshipful Company of Fletchers: Poems (Ecco Press, 1994) — winner of the جایزه ملی کتاب[۱۴]
  - Selected Poems (Wesleyan University Press, 1991) — winner of the جایزه پولیتزر[۱۵] and the ویلیام کارلوس ویلیامز Award
  - Distance from Loved Ones (Wesleyan University Press, 1990)
  - Reckoner (Wesleyan University Press, 1986)
  - Constant Defender (Ecco Press, 1983)
  - Riven Doggeries (Ecco Press, 1979)
  - Viper Jazz (Wesleyan University Press, 1976)
  - Absences: New Poems (Little, Brown & Co. , 1972)
  - Hints to Pilgrims (Halty Ferguson, 1971)
  - The Oblivion Ha-Ha (Little, Brown & Co. , 1970)
  - The Lost Pilot (Yale University Press, 1967)

چپ بوک
- - The Zoo Club (Rain Taxi, 2011)
  - Lost River (Sarabande Books, 2003)
  - Police Story (Rain Taxi, 1999)
  - Bewitched: 26 poems (Embers Handpress, Wales, illustration by Laurie Smith.)
  - Just Shades (Parallel Editions, 1985, illustrated by John Alcorn)
  - Land of Little Sticks (Metacom Press, 1981)
  - Apology for Eating Geoffrey Movius’ Hyacinth (Unicorn Press, 1972)
  - Amnesia People (Little Balkans Press, 1970)
  - Wrong Songs (H. Ferguson, 1970)
  - Shepherds of the Mist (Black Sparrow Press, 1969)
  - Row with your Hair (Kayak Press, 1969)
  - The Torches (Unicorn Press, 1968)
  - Notes of Woe (Stone Wall Press, 1968)
  - Cages (Shepherds Press, 1966)

نثر
- - Dreams of a Robot Dancing Bee: 44 Stories (Verse Press, 2002)
  - The Route as Briefed (University of Michigan Press, 1999)
  - Hottentot Ossuary (Temple Bar Bookshop, 1974)

همکاری‌ها
- - Lucky Darryl (Release Press, 1977, a novel co-written with Bill Knott)
  - Are You Ready, Mary Baker Eddy??? (Cloud Marauder Press, 1970, poems co-written with Bill Knott)

در گلچین‌ها
آثار تیت بارها در مجموعه بهترین شعر آمریکایی گنجانده شده‌است، از جمله در سال‌های ۲۰۱۰، ۲۰۰۸، ۲۰۰۶، ۲۰۰۵، ۲۰۰۴، ۲۰۰۳، ۲۰۰۱، ۱۹۹۸، ۱۹۹۷، ۱۹۹۴، ۱۹۹۹، ۱۹۹۹، ۱۹۹۳، کار او همچنین در گلچین نورتون شعر مدرن و معاصر بود.

## افتخارات و جوایز
در سال ۲۰۰۴، تیت به عضویت آکادمی هنر و ادبیات آمریکا انتخاب شد.
جوایز دیگر شامل موارد زیر است:
- جایزه پولیتزر برای شعر[۶]
- جایزه مؤسسه ملی هنر و ادبیات
- بورسیه گوگنهایم
- کمک هزینه ملی برای ادبیات هنر در شعر
- جایزه کتاب ملی شعر[۷]
- جایزه والاس استیونز 1995[۱۳]
- مجموعه ییل از شاعران جوان

## جایزه بین‌المللی شعر جیمز تیت
به افتخار تیت، جایزه بین‌المللی شعر جیمز تیت از سال ۲۰۱۸ هر ساله توسط مجله بین‌المللی شعر سوررئالیستی SurVision اهدا می‌شود.